# 一柳直増
一柳 直増（ひとつやなぎ なおます）は、江戸時代前期の旗本（寄合旗本）。伊予国にあった5000石余の知行地を播磨国美嚢郡に移された。以後一柳家は、高木陣屋（現在の兵庫県三木市別所町高木）を居所とする領主として幕末まで続く。

## 生涯
承応3年（1654年）4月26日生まれ。父の一柳直照は、伊予国宇摩郡津根村の八日市陣屋（現在の愛媛県四国中央市土居町津根）を居所として5000石余を知行していた。寛文7年（1667年）、父の死により14歳で遺領を継ぎ、旗本寄合席に列する。寛文8年（16678年）、はじめて徳川家綱に拝謁。
元禄16年（1703年）10月25日、伊予国にあった知行地が収公され、替地が播磨国美嚢郡に与えられる。伊予国の知行地収公に関しては、別子銅山の産銅運搬路・薪炭補給地を幕府領として確保するという目的があった（川之江代官所参照）。直増は三木近郊の高木村に高木陣屋を置き、15か村5250石を領した。
宝永元年（1704年）12月致仕し、嗣子一柳直長に家督を譲る。享保12年（1727年）9月5日死去。享年74。